# خانه لاری‌ها (سهل بن علی)
خانه لاریها مربوط به دوره متاخر اسلامی است و در یزد، محله سهل بن علی، جنب دانشکده معماری (خانه رسولیان) واقع شده و این اثر در تاریخ ۱۸ آذر ۱۳۸۷ با شمارهٔ ثبت ۲۳۸۸۷ به‌عنوان یکی از آثار ملی ایران به ثبت رسیده است.